# 阿克塞尔·佩尔松
阿克塞尔·佩尔松（瑞典語：Axel Persson，1888年1月23日—1955年9月2日），瑞典男子自行车运动员。他曾代表瑞典参加1912年和1920年夏季奥林匹克运动会自行车比赛，共获得一枚金牌和一枚银牌。